# Universalia
Universalia of universaliën zijn het algemene in een begrip, kenmerken die dingen met elkaar gemeen hebben. Zo heeft het begrip paard of Paardheid kenmerken die meerdere of alle paarden met elkaar gemeen hebben, net zoals rood of Roodheid dat heeft. De term universalia, enkelvoud universale, is afkomstig uit de filosofie, meer bepaald de metafysica.
Het probleem van de universalia ontstaat wanneer een predicaat aan verscheidene individuele elementen wordt toegeschreven. Een aantal objecten kan onder een algemeen begrip gecategoriseerd worden: ze behoren bijvoorbeeld alle tot de soort paard of zijn alle rood. De vraag is dan of dit gemeenschappelijke element aanwezig is en een bestaanswaarde heeft, of slechts ingebeeld is en een gevolg van ons taalgebruik. Er zijn hoofdzakelijk drie oplossingen voor de vraag of universalia echt, stoffelijk bestaan of enkel gedacht worden: realisme, nominalisme en conceptualisme. Van de 11e tot de 14e eeuw woedde er een universaliënstrijd onder filosofen omtrent het bestaan van universalia.

## Realisme
Aan de ene kant is er het realisme, dat universalia opvat als hoogste, en soms zelfs enige werkelijkheid. Onder anderen Plato, Anselmus van Laon en Willem van Champeaux waren voorstanders van deze oplossing. Onder andere met zijn allegorie van de grot drukte Plato uit dat de werkelijkheid slechts een afschaduwing is van een volmaaktere en dus realistischer Vormenwereld.
Aristoteles wees de buitenstoffelijkheid van de Vormenwereld van Plato af, maar zag de Essenties wel als meer dan slechts een categorisering. Ook in de buitengeestelijke wereld was deze volgens hem namelijk terug te vinden, het gematigd realistische standpunt. 

## Nominalisme
Aan de andere kant is er het nominalisme. Aanhangers daarvan beweren dat universalia slechts als vage etiketten naar concrete dingen in de wereld verwijzen. Enkel de wereld zoals die ervaren wordt, is reëel. Bekende nominalisten zijn Roscellinus van Compiègne, Willem van Ockham, Hobbes, Spinoza en Berkeley.

## Conceptualisme
Het conceptualisme van bijvoorbeeld Petrus Abelardus probeert beide standpunten te verzoenen. Volgens dit standpunt zijn universalia slechts een product van de geest, maar drukken ze een objectieve werkelijkheid uit. Hiermee kwam hij dicht bij het gematigd realisme van Aristoteles. Critici beweren echter dat dit geen oplossing is voor het probleem, maar een parafrase ervan.